# FC Neuchâtel
El FC Neuchâtel fue un equipo de fútbol de Suiza que jugó en la Superliga de Suiza, la primera división de fútbol del país.

## Historia
Fue fundado en el año 1893 en la ciudad de Neuchatel con el nombre FC Neuchatel Rovers. En 1898 participa en la primera edición oficial de la Superliga de Suiza donde es eliminado en la zona oeste.
El club participó en las primeras siete temporadas de la superliga Suiza donde destacó en la edición de 1902/03 donde ganó el grupo oeste y avanzó a los playoff donde perdió 0-5 contra el BSC Young Boys.
El club desaparece en 1906 luego de fusionarse con el FC Vignoble para crear al Cantonal Neuchatel.

## Temporadas
| Temporada | Zona                  | Pos.          |
| --------- | --------------------- | ------------- |
| 1898-99   | Oeste                 | Semifinalista |
| 1899-00   | Serie A - Grupo Oeste | 2°            |
| 1900-01   | Serie A - Grupo Oeste | 4°            |
| 1901-02   | Serie A - Grupo Oeste | 4°            |
| 1902-03   | Serie A - Grupo Oeste | 1°            |
| 1903-04   | Serie A - Grupo Oeste | 3°            |
| 1904-05   | Serie A - Grupo Oeste | 4°            |